# Migdal haEmek

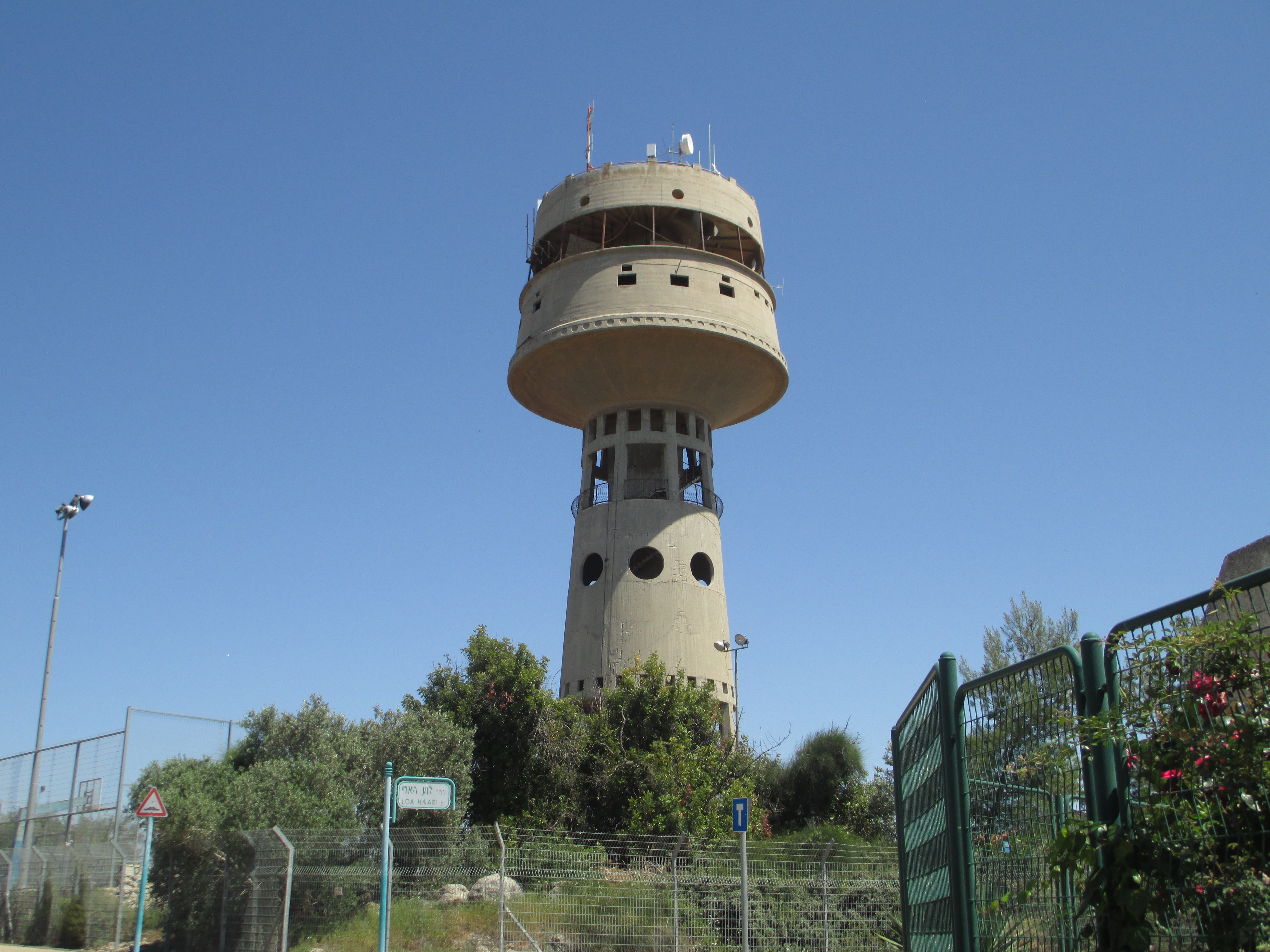
Draaiende restauranttoren in Migdal HaEmek

Wapen van Migdal HaEmek

Migdal HaEmek (Hebreeuws: מִגְדַּל הָעֶמֶק, letterlijk Toren van de Vallei, Arabisch: مجدال هعيمق) is een stad in het district Noord in Israël. In 2016 had Migdal HaEmek een inwonertal van 25.084. De stad ligt op de Vlakte van Jizreël, op enkele kilometers van Nazareth.

## Geschiedenis
Migdael HaEmek werd in 1953 gesticht als ma'abara op de plek van het in de Arabisch-Israëlische Oorlog van 1948 gesloopte Palestijns-Arabische dorp Al-Mujaydil. De inwoners hadden moeten vertrekken. De meesten vluchtten naar Nazareth, waar zij zich in een wijk vestigden die uitzag op hun vroegere dorp, waarvan alleen de twee kerken nog staan. De moskee moest in 2003 plaats maken voor een winkelcentrum. In 1950 kregen alleen de christelijke vluchtelingen toestemming terug te keren (na interventie door de Paus van Rome). Zij wilden dat echter alleen samen met hun moslimburen doen.
Migdal HaEmek kreeg de status van een ontwikkelingsstad. Sindsdien heeft de stad veel Joodse immigranten opgevangen, waarvan een groot deel uit de vroegere Sovjet-Unie.

## Vervoer
Sinds 2016 heeft Migdal HaEmek een treinstation van Israel Railways aan de spoorlijn van Haifa naar Beet She'an.

## Economie
Migdal HaEmek heeft drie bedrijvenparken waar veel hightechbedrijven gevestigd zijn, onder andere producenten van halfgeleiders.